# Sexologi
Sexologi (efter latinets sexus, 'kön' och grekiskans logos, 'lära') är läran om människans sexualitet. Sexologi är inte ett eget akademiskt ämne, som ensamt kan leda till en akademisk examen. Ämnet studeras ur skilda perspektiv och inom en rad discipliner – inklusive medicin, psykologi och sociologi – eller fristående, som enstaka kurser. Klinisk sexologi är en tillämpad del av sexologin, där man sysslar med att utreda, bedöma, ge råd om och behandla olika sexuella problem och funktionshinder.

## Verksamhet
Beroende på inom vilket ämnesområde studierna bedrivs kan en sexologistuderande läsa om exempelvis följande:
- sexuell identitet och läggning
- sexuell utveckling
- kroppsuppfattning och sexualitet
- livskriser och sexualitet
- sexuell problematik och dess behandling
- sexualitet vid sjukdom och funktionsnedsättning
- sexuella rådgivningsmetoder och terapi
- etiska aspekter på behandling och bemötande
- sexologins forskningsmetoder
- sexologisk behandling
- sexualrådgivning
- sexuellt våld
- sexuell tvångsmässighet
- genus och sexualitet
- psykosexuell differentiering
- sexualanatomi/-fysiologi
- pornografi och prostitution
- sexualitet och samhälle
- sexuell hälsa
- sexualundervisning
- sexuella problem/dysfunktioner och dess etiologi och behandling
- sexuella hjälpmedel

### Sexolog
En sexolog arbetar yrkesmässigt med sexologi. Det kan gälla arbete med rådgivning, terapisamtal och/eller medicinsk/psykiatrisk behandling vid olika sexuella problem. Titeln är inte skyddad, så det är fritt för envar att kalla sig sexolog. Auktoriserade sexologer enligt Nordic Association for Clinical Sexology (NACS) är granskade och har styrkt kvalitativ utbildning på området, och en liknande auktorisation finns i bland annat Norden.

## Historia
Modern sexologi kan sägas ha fått sitt genombrott omkring sekelskiftet 1900, men litteratur och forskning som rör mänsklig sexualitet har funnits mycket länge. Den etablerades som vetenskapligt och kunskapsbaserat fält i Europa under 1800-talet.
I Om sättet att tillhopa gå beskrev Carl von Linné under 1700-talet människans sexualitet som en glädje- och lustfylld möjlighet. Hans syn på sexualiteten omfattade i stort den tidens teologiska och naturvetenskapliga grundsyn på mäns och kvinnors livsuppgifter.
Under det tidiga 1900-talet arbetade gynekologen Karolina Widerström aktivt för att öka allmänhetens kunskap om kvinnors sexualitet, som i hennes medicinska perspektiv var allt annat än lustfylld. Widerström fokuserade för att förbättra situationen runt huvudsakligen smittrelaterade sjukdomar. Samtidigt verkade den norska upplysningskvinnan Elise Ottesen-Jensen för att ge människor tillgång till preventivmedel.
En tidig förkämpe för information, kunskap och känsla i sexuallivet var den nederländske läkaren Theodor Hendrik van de Velde, vars bok Det fulländade äktenskapet (1926, svensk översättning 1931) blev en stor internationell framgång. Den var en av de första handböckerna i sexuallivets fysiologi och teknik för allmänheten.

## Urval av sexologer

### Sverige
Maj-Briht Bergström-Walan var Sveriges första auktoriserade sexolog. Hon blev känd för allmänheten som sexualupplysare i skolor och i media redan på 1950-talet. På 1970-talet var hon tongivande expert och sakkunnig i filmerna Kärlekens språk, Mera ur Kärlekens språk, Kärlekens XYZ och skolfilmerna Att vara två. Hon skrev flera böcker, bland annat Den svenska kvinnorapporten och Din bok om kärlek och sex, Förbjudna drömmar och Passioner. Hon hade frågespalter i många svenska tidningar, inklusive i Kamratposten och den pornografiska tidningen Private. Hon arbetade även med sexualupplysning internationellt. Senare arbetade hon som sexolog och psykolog på Svenska Sexualforskningsinstitutet. Hon blev 1996 promoverad till medicine hedersdoktor i sexologi vid Uppsala universitet. 1997 belönades hon för sin internationella pionjärinsats inom sexologin av World Association of Sexology.
Malena Ivarsson blev välkänd under 1980-talet genom att medverka i söndagsbilagorna till Aftonbladet och Expressen och senare även i tv-program som Sköna söndag och Fräcka fredag. Ivarsson innehar högre utbildning inom ämnen med sexologisk anknytning, och är auktoriserad klinisk sexolog.
Katerina Janouch har gett information och råd i en egen spalt i bland annat Expressen. Hon är utbildad i konstvetenskap och litteraturvetenskap och har skrivit några böcker om sex och samlevnad.
"Inge och Sten" (Sten Hegeler och Inge Hegeler) var "sexprofeter" under 1960-talet, och de var mest kända för sina ingående sexråd och för termen "allt är tillåtet så länge båda parter vill det".

### Andra länder
I USA var Alfred Kinsey föregångsman inom sexologin. På senare år har Youtube fungerat som ett sätt för sexologer att nå ut till en intresserad allmänhet, med exempel som Lindsey Doe (vloggen Sexplanations), Caitlin V, Rena Malik, Shannon Boodram och Hannah Witton.